# Brug 2183
Brug 2183 is een bouwkundig kunstwerk in Amsterdam-Oost.
Deze brug werd gebouwd naar aanleiding van het creëren van een nieuwe personeelsingang van begraafplaats De Nieuwe Ooster. De klassieke hoofdingang aan de Kruislaan bleef functioneren voor begrafenissen en crematies etc., de administratie verhuisde naar de westzijde van de begraafplaats met adres Rozenburglaan 5-7. Vanaf 2012 werd deze ingang ook gebruikt voor toegang tot de Islamitisch gebeds- en bewassingruimte De Nieuwe Ooster. Brug 2183 werd omstreeks 2003 gebouwd en is ontworpen door de Firma Oranjewoud. Zij had eerst een rood uiterlijk, maar kreeg later een grijs uiterlijk.  
2100 · 2102 · 2103 · 2105 · 2106 · 2107 · 2108 · 2109 · 2110 · 2111 · 2112 · 2113 · 2114 · 2115 · 2120 · 2121 · 2125 · 2127 · 2128 · 2129 · 2130 · 2131 · 2132 · 2133 · 2134 · 2135 · 2136 · 2137 · 2138 · 2139 · 2140 · 2141 · 2142 · 2143 · 2144 · 2145 · 2146 · 2147 · 2148 · 2149 · 2150 · 2151 · 2152 · 2153 · 2154 · 2155 · 2156 · 2157 · 2158 · 2159 · 2160 · 2161 · 2162 · 2163 · 2164 · 2165 · 2166 · 2167 · 2168 · 2169 · 2170 · 2171 · 2172 · 2173 · 2174 · 2175 · 2176 · 2178 · 2179 · 2180 · 2181 · 2182 · 2183 · 2184 · 2185 · 2186 · 2188 · 2189 · 2190 · 2191 · 2192 · 2193 · 2194 · 2195 · 2196 · 2197 · 2198 · 2199
Overige brugnummers zijn niet (meer) vergeven, behalve brug 2177, een verdwenen brug in Park Frankendael.